# أغنيتا ماتيس
أغنيتا ماتيس (بالألمانية: Agneta Wilhelmina Johanna van Marken-Matthes) (و. 1847 – 1909 م) هي رائدة أعمال هولندية، ولدت في أمستردام، توفيت في دلفت، عن عمر يناهز 62 عاماً.